# ابراهیم بوهم

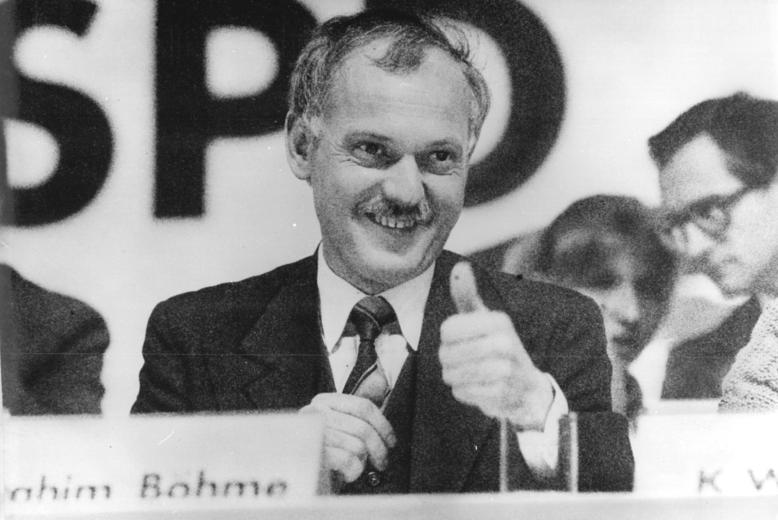
Böhme in 1990

ابراهیم بوهم (انگلیسی: Ibrahim Böhme) یک سیاست‌مدار اهل آلمان است. و از اعضای حزب سوسیال دموکرات آلمان(SPD) می‌باشد. او یک سیاستمدار آلمانی برای یک دوره کوتاه از زمان پس از فروپاشی رژیم کمونیستی در جمهوری دموکراتیک آلمان و همچنین به عنوان شرق آلمان شناخته شده بوده است.